# 維克斯堡鎮區 (朱厄爾縣)
維克斯堡鎮區（英語：Vicksburg Township）為位在美國堪薩斯州朱厄爾縣的鎮區。2010年美国人口普查中該鎮區人口有27人。

## 地理
維克斯堡鎮區涵蓋面積92.64平方（35.77平方英里）。該鎮區有東沼澤溪（East Marsh Creek）、普雷里溪（Prairie Creek）、蘭金溪（Rankin Creek）以及西沼澤溪（West Marsh Creek）等溪流通過。

### 鄰近鎮區
- 朱厄爾縣
  - 格蘭特鎮區（北）
  - 鎮區（南）
  - 普雷里鎮區（西南）
  - 布法羅鎮區（西）
  - 華盛頓鎮區（西北）

- 里帕布利克縣
  - 科特蘭鎮區（東北）
  - 比佛鎮區（東）

- 克勞德縣
  - 格蘭特鎮區（東南）

### 墓園
此鎮區僅有1座墓園：考德韋爾墓園（Caldwell Cemetery）。

### 主要公路
- 148號堪薩斯州州道（英语：K-148 (Kansas highway)）

## 外部連結
- U.S. Board on Geographic Names (GNIS) （页面存档备份，存于）
- United States Census Bureau cartographic boundary files （页面存档备份，存于）
- US-Counties.com
- City-Data.com （页面存档备份，存于）